# Matthias Schmidt
Matthias Schmidt (n. 1952) es un historiador y escritor alemán que reveló, primero en una disertación universitaria, y luego en el libro Albert Speer. Das Ende eines Mythos (en español: Albert Speer: El fin de un mito), el papel que desempeñó el líder nazi, Albert Speer, en el Holocausto.

## Biografía
Matthias Schmidt se doctoró en Historia en el Instituto Friedrich Meinecke de Investigación Histórica de la Universidad Libre de Berlín. En 1980 tuvo acceso privilegiado a la crónica personal (diario) de Albert Speer, que hasta entonces había mantenido en privado Rudolf Wolters, amigo y colaborador de Speer durante mucho tiempo. Tras la muerte de Speer, Schmidt publicó una disertación y luego un libro que por primera vez detallaba la expulsión de los judíos de sus hogares en Berlín por parte de Speer y acusaba a éste de mentir sobre su participación en el Holocausto.

## Albert Speer. Das Ende eines Mythos
Schmidt escribió Albert Speer: El fin de un mito. El libro fue reseñado por Henry A. Turner Jr. en The New York Times. Turner escribió: A«l derribar la imagen de Speer, cuidadosamente confeccionada, Matthias Schmidt ha contribuido a poner las cosas en su sitio» y "«A través de una ingeniosa investigación, ha compilado un impresionante catálogo de discrepancias entre las versiones de Speer sobre su carrera en la posguerra y el registro documentado, que el Sr. Schmidt ha aumentado ... con algunos documentos hasta ahora no utilizados»". Una reseña en Kirkus Reviews señaló «a partir de los registros en posesión del socio más cercano de Speer, y otras investigaciones, el historiador alemán Schmidt (Universidad Libre de Berlín) expone el papel verificable de Speer en la jerarquía nazi y sus estrategias literarias para ocultarlo. La documentación es condenatoria, el relato punzante».